# Helmut Sprunk
Helmut Sprunk (* 28. April 1933 in Düsseldorf als Helmut Sauermilch) ist ein ehemaliger deutscher Ruderer.

## Biografie
Helmut Sauermilch wurde 1955 und 1956 zusammen mit Claus Heß Deutscher Meister im Zweier ohne Steuermann. Bei den Olympischen Spielen 1956 in Melbourne vertrat das Duo die gesamtdeutsche Mannschaft in der Zweier-ohne-Steuermann-Regatta, schied jedoch im Halbfinale aus und wurde am Ende Sechster.
Kurz vor seiner Heirat nahm er den Mädchennamen 'Sprunk' seiner Mutter an. Den Namen der Ehefrau anzunehmen war zu der damaligen Zeit gesetzlich noch nicht möglich.
Im Alter von 86 Jahren erwarb Helmut Sprunk sein 55. Deutsches Sportabzeichen.